# Banana (film)
Banana è un film commedia del 2015, diretto da Andrea Jublin e interpretato da Marco Todisco.

## Trama
Giovanni "Banana" è un ragazzino convinto che nella vita si debba a tutti i costi cercare la felicità, almeno per qualcosa, non per tutto. È per questo che si impegna al massimo per conquistare l'amore di Jessica che vuole avere in classe anche l'anno successivo. L'unico modo è aiutarla nell'ardua impresa di salvarsi dalla bocciatura. Per realizzare i suoi desideri sa che può contare solo su se stesso ed è disposto anche a fare sacrifici, a lottare e soffrire, perché nulla nella vita è semplice da ottenere. D'altronde la regola del calcio brasiliano, di cui Banana è grande appassionato, è che bisogna attaccare sì con slancio, ma anche col cuore in mano.

## Distribuzione
Il film è uscito nelle sale italiane il 15 gennaio 2015.

## Riconoscimenti
- 2015 - David di Donatello
  - Nomination Miglior regista esordiente a Andrea Jublin
- Santa Barbara International Film Festival 2015: The World Laughs